# Suburbis
Suburbis és una peça per a piano escrita el 1917 per Frederic Mompou i Dencausse. És considerada per a molts crítics una de les primeres obres de maduresa de Frederic Mompou. Es tracta d'una obra inspirada en escenes viscudes, en sons i sorolls i ambients experimentats pel compositor en els seus passeigs pels afores de la Barcelona de principis de segle xx, en concret per l'entorn de la muntanya de Montjuïc, en aquell moment extraradi de la ciutat que es trobava en plena industrialització.
La ciutat vibrant en els seus marges es fa sentir al llarg de tota la peça, que combina una intenció descriptiva amb un intens calat psicològic. Mompou pretén descriure l'estat anímic d'aquest barri, però ho fa a través del prisma de la seva mirada, aportant així impressions molt subjectives. Les escenes d'aquesta peça estan formades per cinc petits fragments de caràcter costumista, aquests són: Gitanes I i Gitanes II, La cegueta, L'home de l'aristó, i El carrer, el guitarrista i el vell cavall.
En aquesta obra ja hi trobem l'ideari del “recomençament” en la seva plenitud, el primitivisme d'un Mompou musicalment auster, despullat de formes excessives, d'artificis barrocs. Una discreció que a diferència de la música que li és contemporània no conté cap tipus d'esnobisme. Mompou no és com Debussy, un enfant terrible, la seva delicadesa i innocència no traeix la naturalitat. Els personatges que evoca són plenament reals, són com criatures que respiren a l'aire lliure.
En aquestes peces, Mompou es deslliga definitivament d'antigues influències romàntiques, abraçant elements impressionistes, bo i que la música està més carregada de sentiments subjectius, és menys llanguida, menys grisa, i dibuixa escenes més ben caracteritzades que la música dels seus homòlegs francesos. En part es nota l'influx de la tradició realista de l'art espanyol. Ens trobem davant d'un compositor que destaca també per la no utilització del llenguatge de l'Aràbia espanyola, el pintoresc estil andalús, la imitació dels “guitarreos”, elements musicals propis de la música peninsular de les darreries del segle xix i inicis del xx. Frederic Mompou no abusa de la segona augmentada sinó que crea tot un nou llenguatge musical, que beu de les diferents tradicions estètiques del moment i influències passades. Tot això es deu al fet que Mompou compon des de la seva soledat i des de l'intimisme, creant així un món propi i genuí.
L'obra Suburbis és música que cal sentir en primera persona, cal endinsar-se en el paper, no pot ser tocada com un estudi per a piano, més que cap altra obra de Mompou, Suburbis ha de ser interpretada. En aquest sentit són molt abundants les anotacions amb les que el compositor acompanya la partitura: accents, interrogants, respiracions i dinàmiques que ajuden a l'execució de la peça. És aquí on l'harmonia es dilueix més marcadament i on trobem una major combinació i composició d'acords i intervals, tant acords metàl·lics com delicats acords d'inspiració impressionista, evitant, però, tota dissonància excessiva, tota harmonia bruta.
Mompou no comença i acaba els fragments de la peça amb acords contundents, sinó que fa aparèixer les escenes progressivament, com si sempre haguessin estat presents, i les fa desaparèixer com si es fonguessin, talment com si ens allunyéssim d'aquest carrer descrit on transiten els personatges.

## En el teatre
Aquesta peça fou adaptada a teatre l'any 2011 per la companyia escènica 360° Theaterensemble i interpretada en diversos teatres berlinesos i catalans, essent la primera vegada que la música de Mompou es traslladava a escena per tal de ser personificada. L'espectacle escènic fou titulada amb el mateix nom de l'àlbum musical Suburbis - Espectacle escènic.